# Дивинский, Игорь Борисович
Игорь Борисович Дивинский (род. 13 декабря 1957 года, Ионава, Литовская ССР) — российский государственный и политический деятель, председатель Общественного совета при Службе финансового уполномоченного. В прошлом — вице-губернатор Санкт-Петербурга, депутат Государственной Думы VII созыва, член фракции «Единая Россия», первый заместитель председателя комитета по финансовому рынку.

## Биография
В 1978 году окончил Рязанское высшее воздушно-десантное командное училище, в 1989 году — Военную орденов Ленина и Октябрьской революции Краснознамённую ордена Суворова академию им. М. В. Фрунзе. С 1974 по 1993 год служил в Вооружённых силах СССР, Российской Федерации. По данным СМИ, служил в воздушно-десантных войсках, в подразделении Главного разведывательного управления. Принимал участие в боевых действиях в Афганистане, был заместителем командира роты. Последнее место службы — в составе Западной группы войск в Германии. Вышел в запас в звании подполковника в 1993 году. С 1993 по 1994 год работал начальником отдела кадров и внешних связей ассоциации «Ленпромсоцкультбытстрой».
В 1994—2000 годах — учредитель и генеральный директор охранного предприятия «Диво», основу которого составили бывшие офицеры. Предприятие занималось охраной структур МИДа, налоговых инспекций, банков, компаний, в том числе холдинга «Союзконтракт». В 1999 году вместе с Борисом Грызловым участвовал в проведении предвыборной кампанией Виктора Зубкова, выдвигавшегося в губернаторы Ленинградской области.
С 2000 по 2003 работал начальником отдела финансового контроля, заместитель начальника контрольного управления Управления делами Президента Российской Федерации. С 2003 по 2007 год работал заместителем генерального директора по экономике Открытого акционерного общества «Газпром», Общества с ограниченной ответственностью «Газкомплектимпэкс». С 2007 по 2010 год работал заместителем генерального директора по экономике и реализации жилищных программ — исполнительный директор Фонда «Газпромипотека». С февраля 2010 по октябрь 2011 работал заместителем генерального директора Открытого акционерного общества «Газпром», Закрытого акционерного общества «Ямалгазинвест». С 10 октября 2011 назначен первым заместитель руководителя Администрации Губернатора Санкт-Петербурга, а с 10 ноября 2011 назначен на должность вице-губернатора — руководителя Администрации Губернатора Санкт-Петербурга.
В сентябре 2016 года был избран депутатом Государственной Думы седьмого созыва от партии Единая Россия по 0211 избирательному округу (Восточный — г. Санкт-Петербург).

## Законотворческая деятельность
С 2016 по 2019 год, в течение исполнения полномочий депутата Государственной Думы VII созыва, выступил соавтором 65 законодательных инициатив и поправок к проектам федеральных законов.

## Награды
- Орден Красной Звезды
- Орден Республики Крым «За верность долгу» (2016)[6]
- Почётная грамота правительства Российской Федерации (16 декабря 2019) — за большой вклад в развитие российского парламентаризма и активную законотворческую деятельность[7]
- Орден Дружбы (23 июля 2021)